# Teet Helm
Teet Helm (nascido em 8 de dezembro de 1959, na paróquia de Võru) é um político da Estónia. Ele foi um membro do IX Riigikogu.
De 2005 a 2016 foi presidente da câmara de Räpina e é desde 2016 presidente da câmara de Võnnu.